# Grau de les Escaletes
El Grau de les Escaletes és un pas de corriol de muntanya situat a 477,6 m d'altitud entre els termes municipals de Bigues i Riells, al Vallès Oriental, i de Sant Quirze Safaja, al Moianès.
Està situat a la mateixa cinglera dels Cingles de Bertí, al nord-est del Turó de les Onze Hores, prop i a migdia del Salt de Llòbrega i del Barbot Negre. És al nord de la Plaça dels Cèntims, ja en terme de Sant Quirze Safaja.